# Joachim Nagel
Joachim Nagel, född 31 maj 1966 i Karlsruhe, är en tysk nationalekonom. Han är sedan januari 2022 ordförande för Tysklands centralbank, Deutsche Bundesbank. Tidigare var han mellan 2020 och 2021 en del av ledningen för Bank for International Settlements.
Nagel är utbildad vid Universität Karlsruhe (TH). Han disputerade 1997 vid samma universitet.
I december 2021 utsåg Tysklands regering Nagel att efterträda Jens Weidmann som ordförande för Deutsche Bundesbank. Han tillträdde posten i januari 2022, i ett läge när inflationen i Tyskland var högre än på 30 år. I sitt första offentliga framträdande i rollen varnade Nagel för att den höga inflationen kunde bli långvarig och han uppmanade Europeiska Centralbanken att vara vaksam.